# Бенгальская суба
Бенгальская суба или Суба-и-Бангала — одна из суб (провинций) Могольской империи с 1574 по 1757 годы. 25 сентября 1574 года Муним-хан, командующий могольской армии, занял Танду, столицу последнего афганского правителя Бенгалии Дауд-хана Каррани. Так в Бенгалии было введено могольское правление. В 1713 году Муршид Кули-хан получил должность наиб назима (заместителя субадара) Бенгалии. В 1717 году он стал её субадаром, или назимом, и Бенгалия стала полностью независимой от имперского контроля. Вслед за поражением последнего независимого субадара Бенгалии Сирадж уд-Даулы в битве при Плесси 23 июня 1757 года и его смертью 2 июля 1757 года Бенгалия перешла под контроль Британской Ост-Индской компании. Преемники Сирадж уд-Даулы были просто марионетками в руках Ост-Индской компании.

## Административное деление
Согласно системе взимания земельного налога Тодар Мала, в 1582 году Бенгальская суба делилась на 24 саркара (округа), которые включали 19 саркар собственно Бенгалии и 5 саркар Ориссы. В 1607 году во время правления Джахангира Орисса стала отдельной субой. 19 саркар же были позднее разделены на 682 парганы. В 1658 году, после реформы системы земельного налогообложения Шаха Шуджи, были добавлены 15 новых саркар и 361 новая паргана. В 1722 году Муршид Кули-хан разделил всю субу на 13 чакал, которые позднее были разделены на 1660 парган.
Изначально столицей субы была Танда. 9 ноября 1595 новой столицей стал Раджмахал благодаря Ман Сингху I, который переименовал его в Акбарнагар. В 1610 году столица была перенесена из Раджмахала в Дакку и переименована в Джахангирнагар. В 1639 году Шах Шуджа снова перенёс столицу в Раджмахал. В 1660 году Муаззам-хан (Мир Джумла) снова перенёс столицу в Дакку. В 1703 году Муршид Кули-хан, затем дивани (главный налоговый инспектор) Бенгалии и будущий наваб Бенгалии, перенёс своё ведомство из Дакки в Максудабад и позже переименовал его в Муршидабад.

### Список 19 саркар
| Саркар                  | Паргана    |
| ----------------------- | ---------- |
| Удамабар (Танда)        | 52 парганы |
| Джаннатабад (Лакхнаути) | 66 парган  |
| Фатхабад                | 31 паргана |
| Махмудабад              | 88 парган  |
| Халифатабад             | 35 парган  |
| Бакла                   | 4 парганы  |
| Пурния                  | 9 парган   |
| Таджпур                 | 29 парган  |
| Гхорагхат               | 84 парганы |
| Пинджара                | 21 паргана |
| Барбакабад              | 38 парган  |
| Базуха                  | 32 парганы |
| Сонаргаон               | 52 парганы |
| Силхет                  | 8 парган   |
| Читтагонг               | 7 парган   |
| Шарифабад               | 26 парган  |
| Сулейманабад            | 31 паргана |
| Сатгаон                 | 53 парганы |
| Мандаран                | 16 парган  |

## Список субадаров Бенгалии
Список содержит имена и даты правления субадаров Бенгалии в 1574—1757 годах:
| Имя                                    | Дата правления                     |
| -------------------------------------- | ---------------------------------- |
| Муним-хан                              | 25 сентября 1574 — 23 октября 1575 |
| Хан Джахан I                           | 15 ноября 1575 — 19 декабря 1578   |
| Музаффар-хан Турбати                   | 1579—1580                          |
| Мирза-Азиз Кока                        | 1582—1583                          |
| Шахбаз-хан                             | 18 мая 1583—1585                   |
| Садик-хан                              | 1585—1586                          |
| Вазир-хан                              | 1586—1587                          |
| Саид-хан Чагтай                        | 1587—1594                          |
| Ман Сингх I                            | 4 июня 1594—1606                   |
| Кутб уд-Дин-хан Кока                   | 2 сентября 1606 — май 1607         |
| Джахангир Кули Бек                     | 1607—1608                          |
| Ислам-хан I                            | Июнь 1608—1613                     |
| Касим-хан Чишти                        | 1613—1617                          |
| Ибрагим-хан                            | 1617—1624                          |
| Махабат-хан                            | 1625—1626                          |
| Мукаррам-хан                           | 1626—1627                          |
| Фидаи-хан                              | 1627—1628                          |
| Касим-хан Джувайни                     | 1628—1632                          |
| Азам-хан Мир Мухаммед Бакар            | 1632—1635                          |
| Ислам-хан II                           | 1635—1639                          |
| Шах Шуджа                              | 1639—1660                          |
| Мир Джумла                             | Май 1660 — 30 марта 1663           |
| Шаиста-хан                             | Март 1664—1678                     |
| Фидаи-хан (Азам-хан Кока)              | 1678                               |
| Мухаммад Азам-шах                      | 1678—1679                          |
| Шаиста-хан                             | 1679—1688                          |
| Хан-и-Джахан Бахадур-хан               | 1688—1689                          |
| Ибрагим-хан                            | 1689—1697                          |
| Азим уш-Шан                            | 1697—1712                          |
| Хан-и-Джахан                           | 1712—1713                          |
| Джахангир-Шах Бахадур (Фархунда-Сийяр) | Февраль 1713 — май 1713            |
| Музаффар Джанг Мир Джумла              | 1713—1716                          |
| Муршид Кули-хан                        | 1717—1727                          |
| Шуджа уд-Дин Мухаммад-хан              | 1727—1739                          |
| Сарфараз-хан                           | 1739—1740                          |
| Аливарди-хан                           | 1740—1756                          |
| Сирадж уд-Даула                        | 1756 — 2 июля 1757                 |